# 10 Hudson Yards
10 Hudson Yards (auch unter dem Namen Hudson Yards South Tower und Coach Tower bekannt) ist ein Wolkenkratzer im Stadtbezirk Manhattan in New York City.

## Beschreibung
10 Hudson Yards ist Teil des Städtebauprojekts Hudson Yards im gleichnamigen Viertel Hudson Yards im Stadtteil Chelsea auf der West Side von Manhattan. Mit dem Bau des Gebäudes wurde Ende 2012 begonnen, wobei der Spatenstich offiziell im Januar 2013 erfolgte. Der Name leitet sich vom am Hudson River gelegenen Bahndepot „West Side Yard“ der Metropolitan Transportation Authority (MTA) ab. Der dort entstandene Gebäudekomplex Hudson Yards ähnelt dem des neuen World Trade Centers. 10 Hudson Yards erreichte seine Endhöhe Anfang Dezember 2015. Die offizielle Eröffnung fand am 2. Juni 2016 statt.
Erste Planungen für das Projekt wurden bereits im Sommer 2011 vorgestellt. 10 Hudson Yards ist 272,8 Meter (895 Fuß) hoch und hat 52 Etagen. Das Gebäude ist als reiner Büroturm ausgelegt, wobei der internationale Handtaschenhersteller Coach den Hauptmieter stellt. Die obersten fünf Stockwerke werden von dem deutschen Software-Unternehmen SAP genutzt. Mit der Ausarbeitung der Baupläne wurde das renommierte US-amerikanische Architekturbüro Kohn Pedersen Fox beauftragt. Das Bauwerk ist komplett mit einer Glasfassade versehen und schließt mit einem schiefen Flachdach ab. Der Turm ist in die Parkanlage High Line integriert. Mit der Verlängerung der U-Bahn-Linie  der New York City Subway ist der Komplex öffentlich gut erreichbar.
Der Wolkenkratzer hat in der Nachhaltigkeit als erster Büroturm der Stadt eine LEED v2009 Platin-Zertifizierung erhalten.

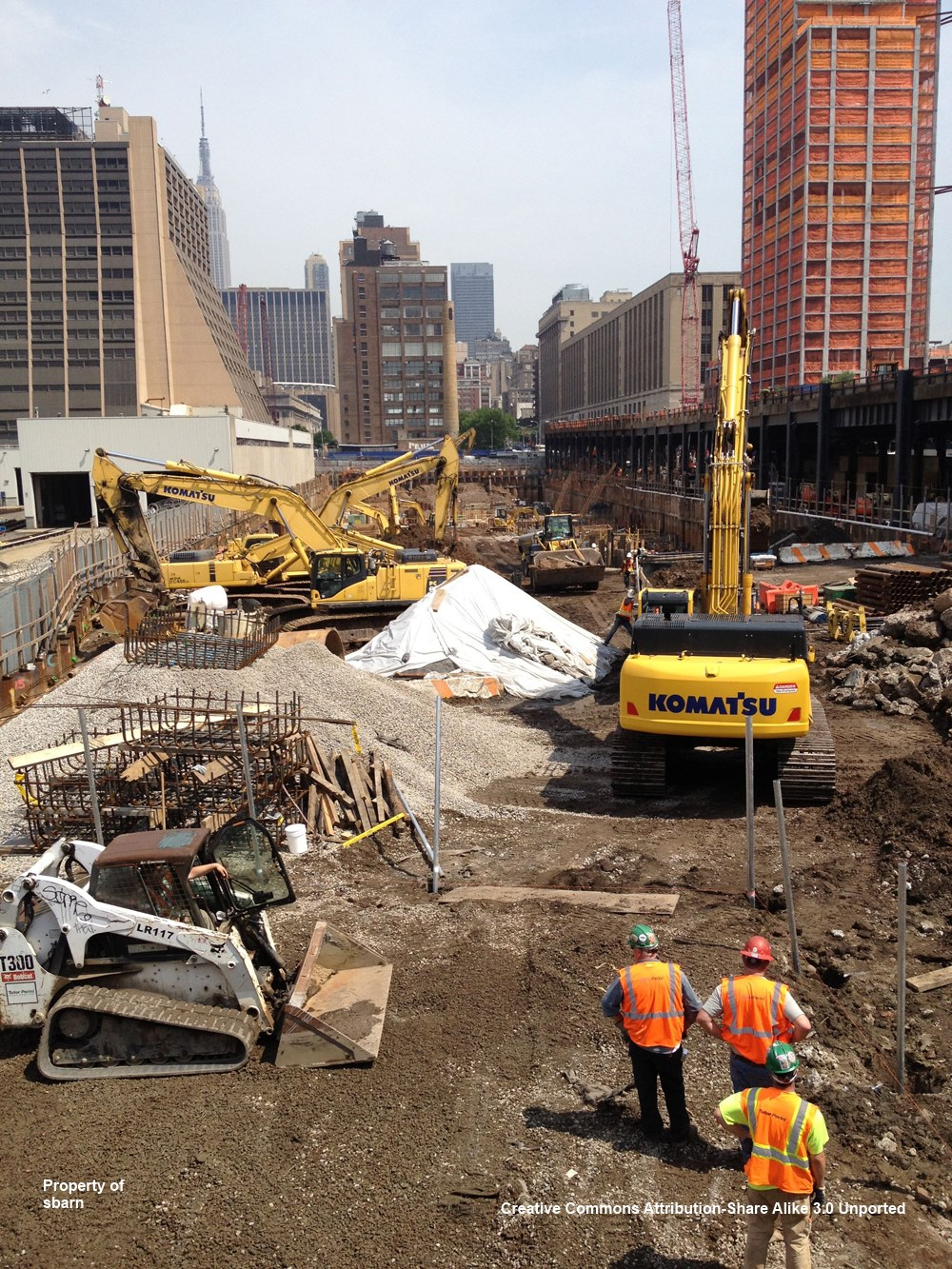
Fundamentarbeiten am Südturm im Mai 2013
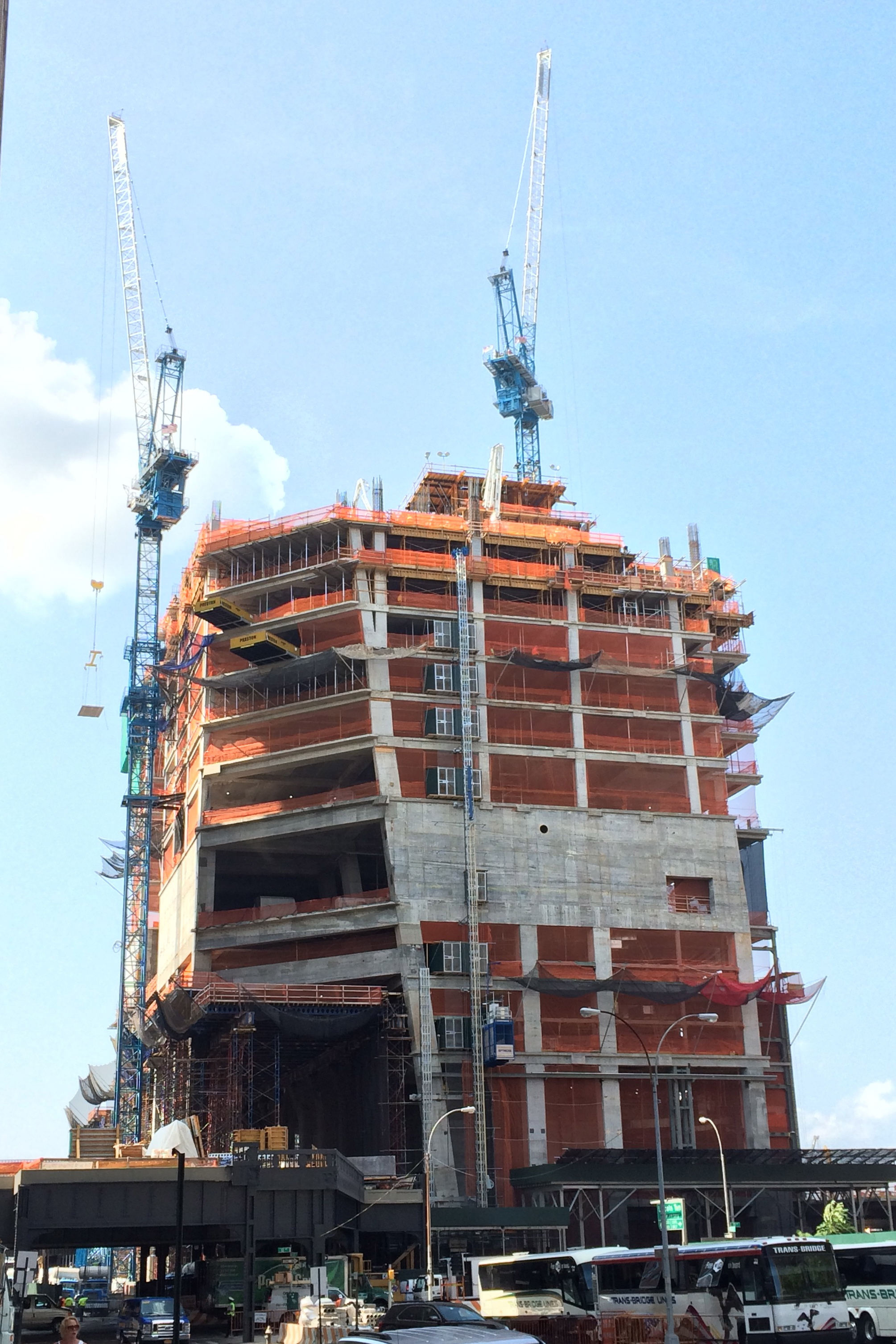
Der Turm im September 2014
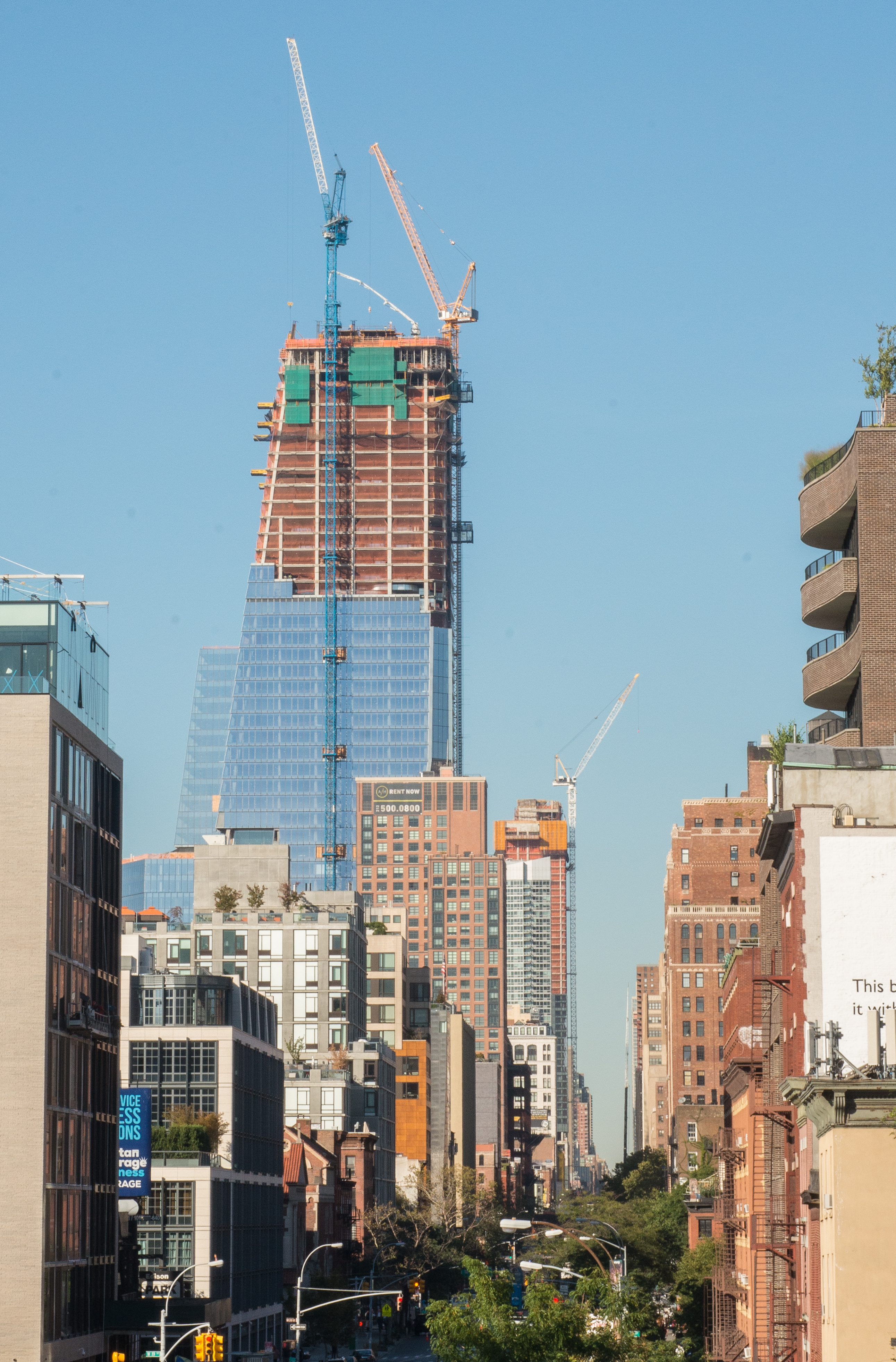
Der Turm Mitte September 2015
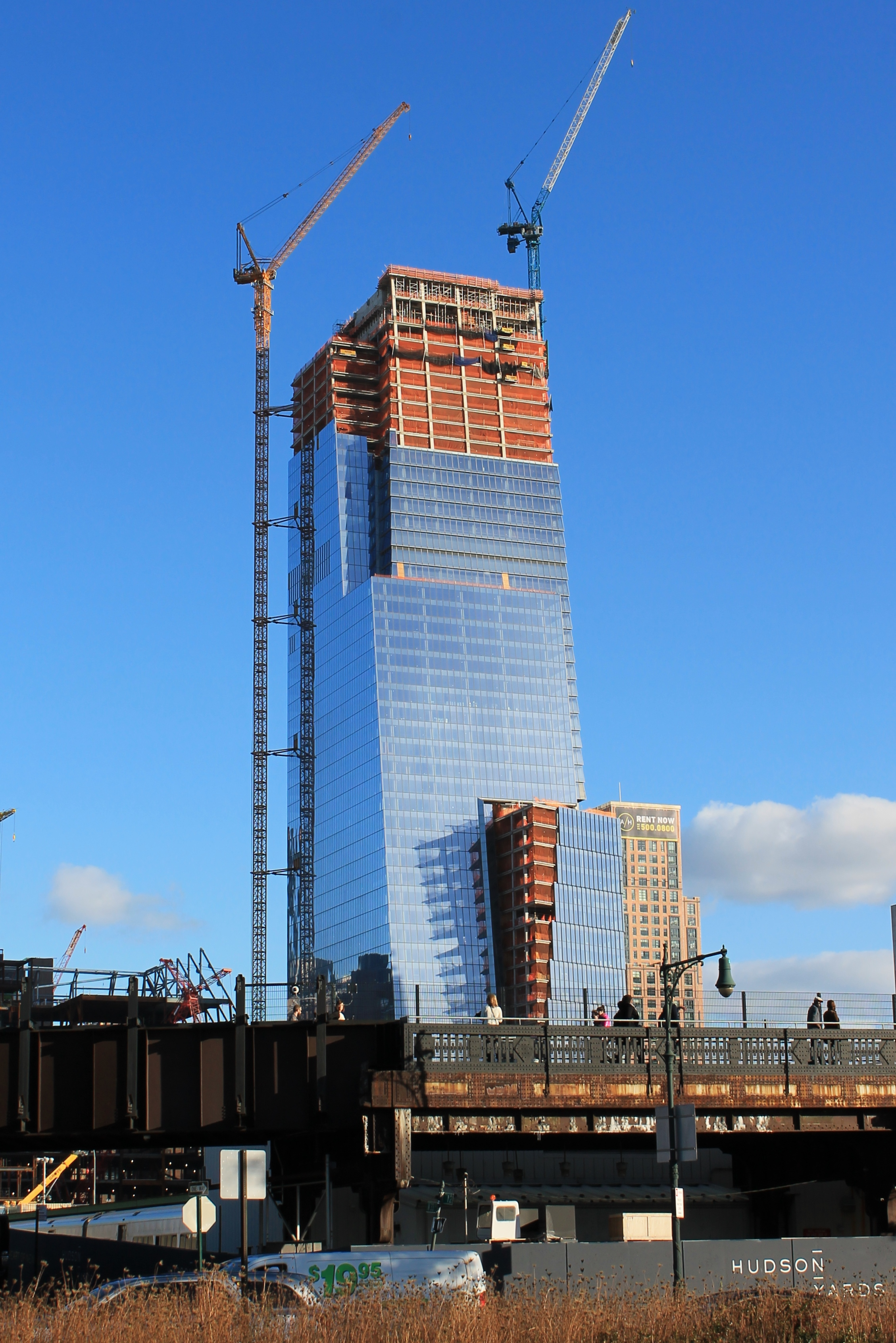
Der Turm Mitte Oktober 2015
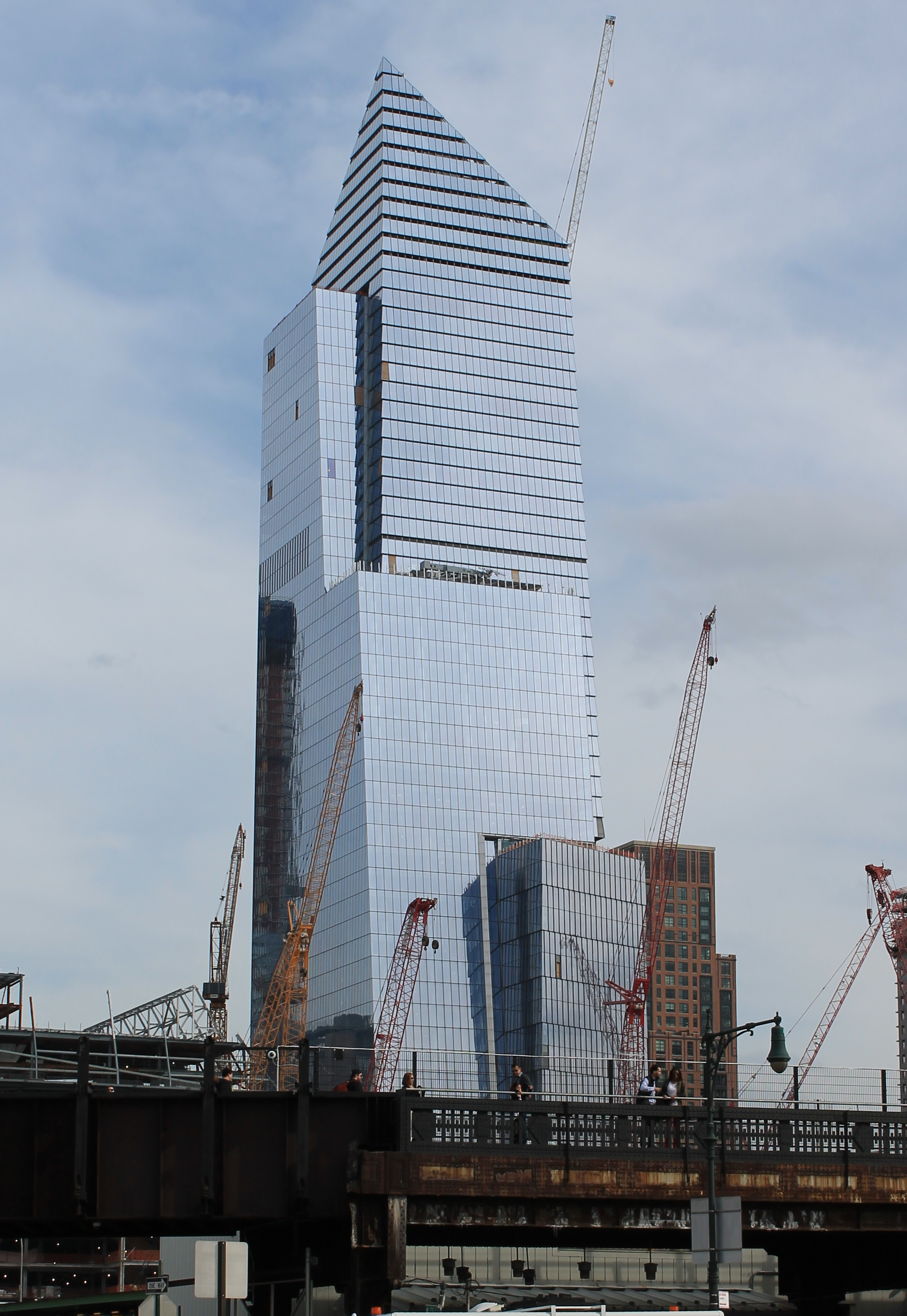
Der Turm Mitte März 2016
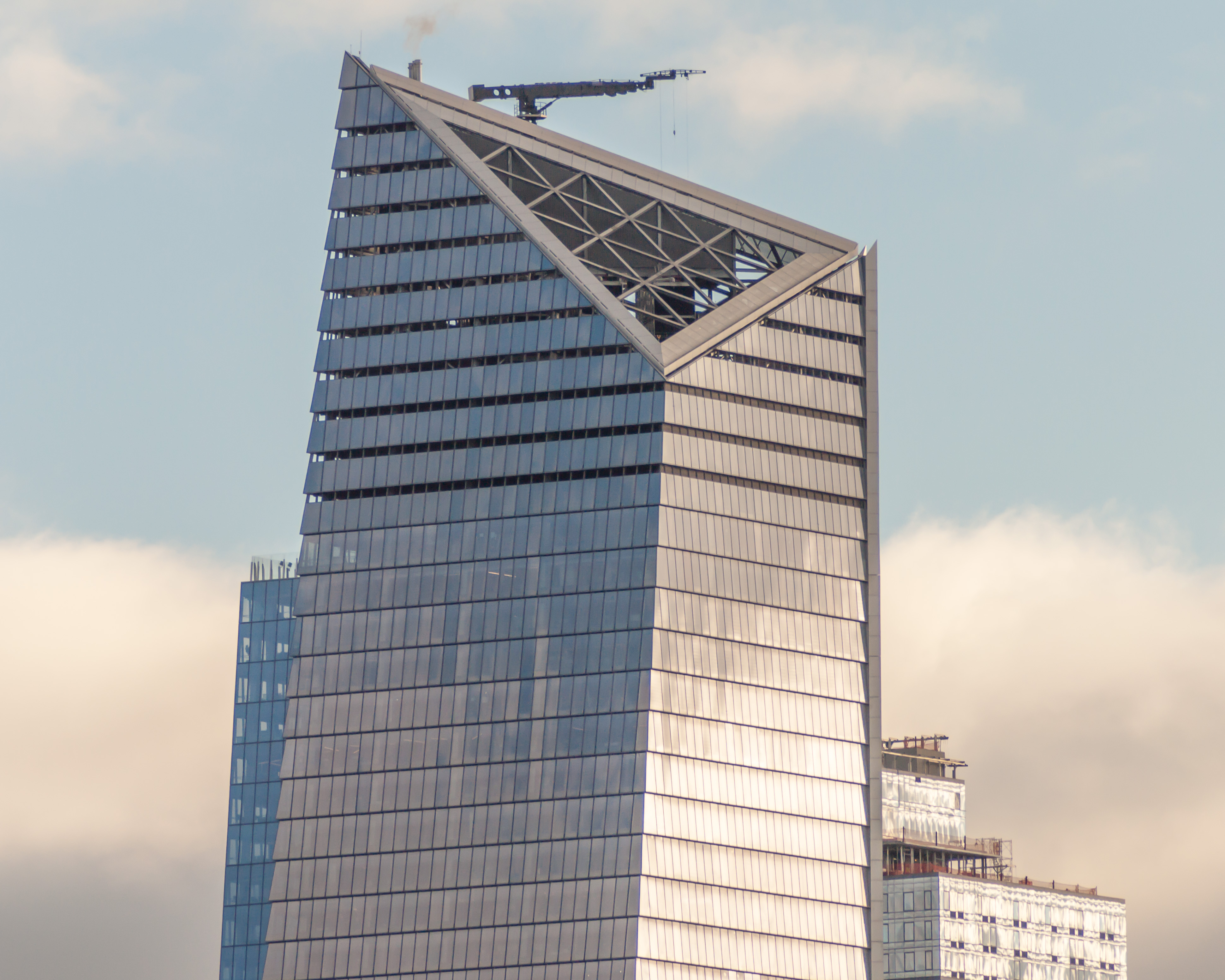
Die Spitze des Turms Anfang Dezember 2016